# Académie Ranson

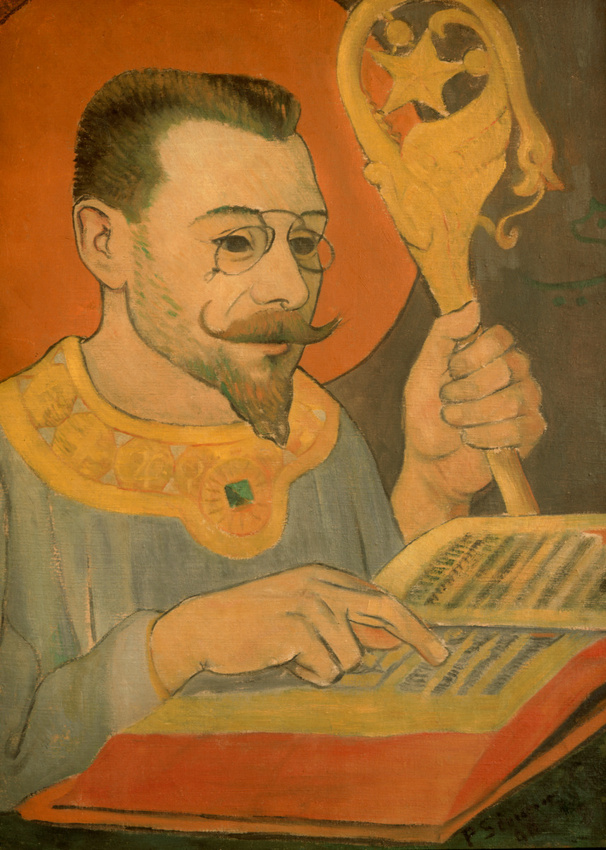
Paul Ranson in tenuta Nabi
Ritratto di Paul Sérusier (1890),
Parigi, Museo d'Orsay.

L'Académie Ranson è stata una Scuola d'arte fondata nel 1908 a Parigi dal pittore Paul-Élie Ranson (1864-1909). Ranson faceva parte del gruppo dei Nabis e pertanto, oltre ad altri pittori di diversa scuola, numerosi artisti Nabis vi insegnarono nei primi anni. All'inizio degli anni trenta del Novecento, attorno a Roger Bissière, si raccolse un vasto gruppo di giovani artisti che diverranno fra i più attivi in seno alla corrente artistica della nuova Scuola di Parigi.

## Storia
Dal 1815 l'"Académie Suisse", diretta da un ex modello, era stata creata a Parigi. All'origine non vi si teneva alcun corso di insegnamento. I pittori, come Paul Cézanne, Armand Guillaumin, Claude Monet o Camille Pissarro, vi si recavano, s'incontravano e lavoravano liberamente. Ben presto altre accademie indipendenti aprirono per rispondere alle necessità di una formazione artistica più libera di quella che forniva l'École des beaux-arts di Parigi, offrendo per di più alle donne e agli stranieri la possibilità di disegnare con dei modelli viventi.
Alla fine del secolo l'Académie Julian, la più celebre delle accademie indipendenti, era frequentata da coloro che saranno chiamati i Nabis: Maurice Denis, Paul-Élie Ranson, Ker-Xavier Roussel, Paul Sérusier e Édouard Vuillard. Furono questi pittori che, nell'ottobre del 1908, fondarono l'Académie Ranson, per venire in aiuto del loro amico Paul Ranson che si trovava in una situazione difficile, sia sotto l'aspetto finanziario che per quello della salute. La creazione dell'Accademia era un progetto che Ranson sognava da tempo e gli amici lo aiutarono a realizzarlo. Ma Ranson morì l'anno seguente.
Maurice Denis, Paul Sérusier e Ker-Xavier Roussel vi tennero benevolmente i loro corsi di pittura. Roussel, Félix Vallotton e Edouard Vuillard vi si recarono più o meno regolarmente, ciò che contribuì a mantenere la notorietà dell'Accademia. Maurice Denis dirà che l'Accademia Ranson "è un centro assai vivo di diffusione e di espansione delle nostre teorie". Concetta, ex modella di Edgar Degas per Le stiratrici e di Auguste Rodin per Il bacio, si occupò della sua manutenzione. Gli allievi vi soggiornavano per periodi molto diversi, da una settimana a un anno, partecipando anche ai balli in costume che vi si organizzavano. 
Con la morte prematura di Paul Ranson, avvenuta nel 1909 a causa del tifo, l'Accademia fu diretta inizialmente dalla moglie del fondatore, Marie-France Ranson.
L'Accademia Ranson in principio era situata in rue Henry-Monnier nel 9º arrondissement. Nel 1911 traslocò a Montparnasse, al n.7 di rue Joseph Bara (quartiere di Notre-Dame-des-Champs).

Dal 1914, per l'assenza e l'irreperibilità dei docenti dovuta allo scoppio della prima guerra mondiale, l'Accademia sopravvisse nonostante una diminuzione delle 
frequenze degli allievi. Dopo il 1918, essendo Maurice Denis e Paul Sérusier impegnati in altre attività, nuovi insegnanti comparvero e fra loro degli ex alunni: Yves Alix artiste, Gabrielle Faure, Gustave Louis Jaulmes, Paul Véra, Jules-Émile Zingg, quindi Roger Bissière, Louis Latapie, Dimitrios Galanis e Amédée de la Patellière.

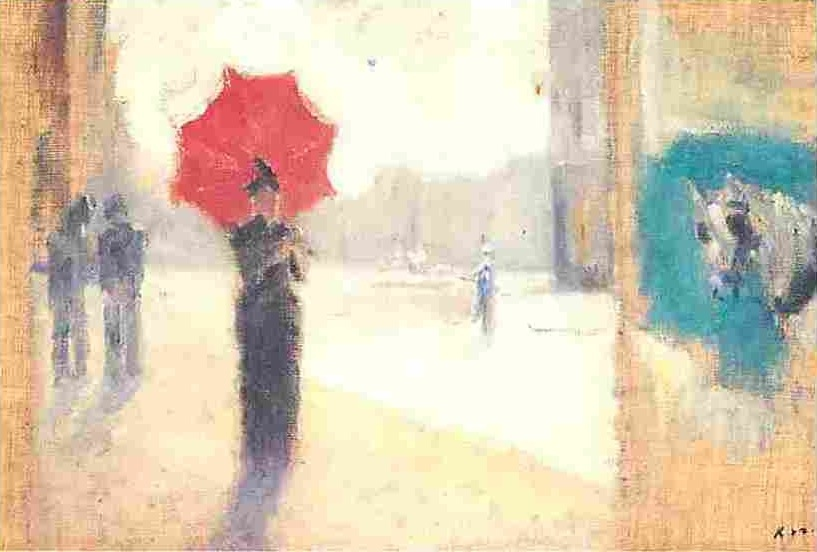
Ker-Xavier Roussel
L'ombrello rosso.

Nel 1932, France Ranson affidò la direzione dell'Accademia a Harriet Von Tschudi Cérésole, originaria del Canton Glarona in Svizzera, anche lei ex allieva dal 1929 e scultrice. Un atelier di affresco fu allora affidato a Roger Bissière, uno di scultura a Charles Malfray, assistito da Frédéric Littmann, che organizzò per i suoi alunni delle visite allo studio di Aristide Maillol. Alessandra Charvier commentò così l'attività dell'Accademia:
«Ormai cosmopoliti, i vari atelier dell'Accademia Ranson accolgono allievi di tutte le classi sociali. Il costo elevato dell'iscrizione per i più abbienti permette di non far sempre pagare i meno fortunati [...] . D'altra parte Harriet Cérésole organizza numerose mostre, attuando così un'attività simile al mecenatismo. In questo modo ella può sostenere i giovani artisti. Varie amicizie nascono fra gli allievi: Manessier, Le Moal, Vera Pagava, Stahly, Wacker, Étienne Martin, Zelman, Klinger...».
Riunioni ed esposizioni misero assieme allievi, ex allievi e amici di Bissière esterni all'Accademia, come ad esempio Jean Bertholle.
Dal 1939 al 1943 (Seconda Guerra Mondiale) l'Accademia restò aperta solo per qualche allievo, poi, acquistata nel 1944 da uno scultore, cessò di funzionare per diversi anni. Riaprì ancora nel 1951 con numerosi docenti: François Baron-Renouard, Roger Chastel, Marcel Fiorini, Lucien Lautrec, Gustave Singier, Henri Goetz. Ma nel 1955, ormai finanziariamente esausta, dovette chiudere definitivamente.

## Omaggi
Nel 1993 Jean Bertholle dipinse, alludendo al suo "Hommage à Delacroix", un "Hommage a Fantin-Latour", oggi conservato nel "Museo di Belle arti e merletti" di Alençon.
Egli vi ritrasse liberamente i suoi compagni dell'Académie Ranson, riuniti in una sorta di banchetto all'inizio degli anni 30. Alcuni di essi erano già scomparsi, altri avevano una cinquantina d'anni in più. Nel quadro si riconoscono in particolare, da sinistra a destra, lo stesso Bertholle, Reichel, Bissière, Le Moal, Seiler, Étienne Martin, Manessier. Bertholle vi aggiunse simbolicamente il suo amico Zoran Mušič che, giunto a Parigi nel 1952, non frequentò mai l'Accademia Ranson.

## Galleria d'immagini

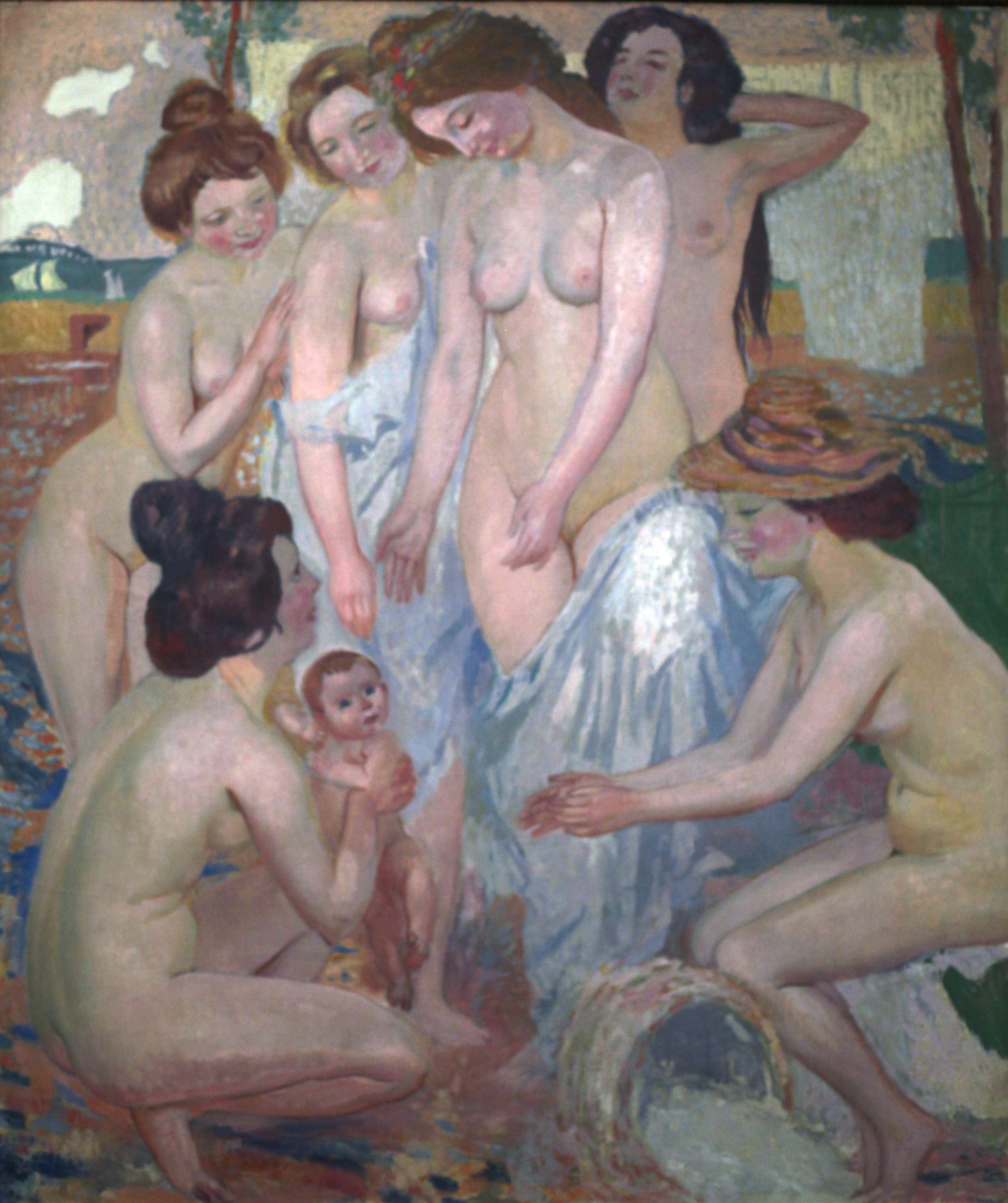
Maurice Denis Mosè salvato dalle acque.
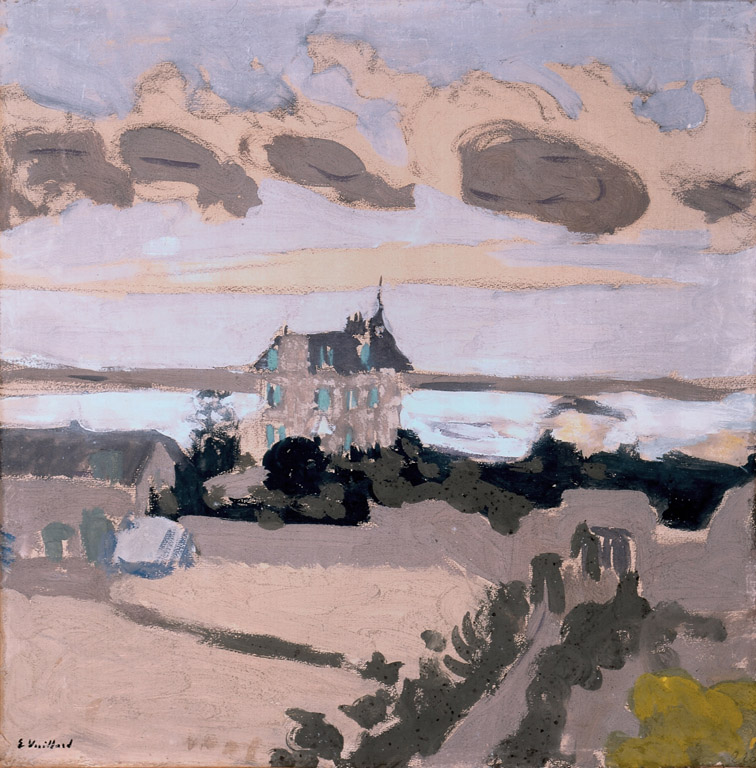
Édouard Vuillard La villa Les Écluses.
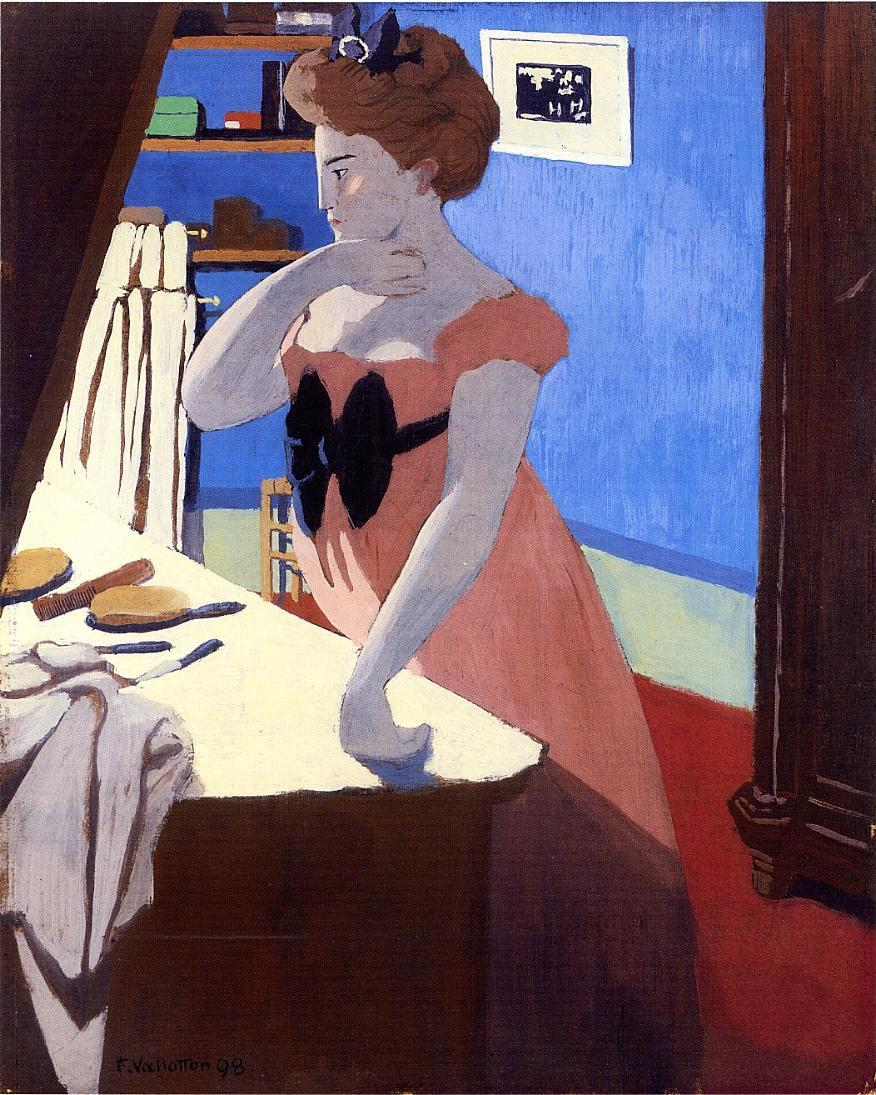
Félix Vallotton Misia alla toeletta.
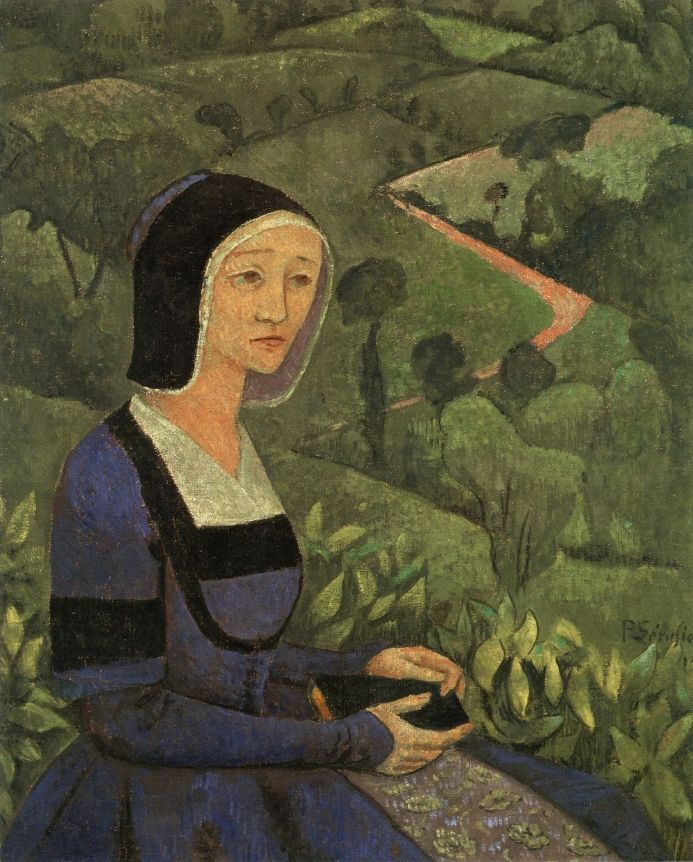
Paul Sérusier La vedova di guerra

### Archivi inediti
- Sandrine Nicollier, L'Académie Ranson, 1908-1918, Memorie del terzo ciclo dell'École du Louvre, sotto la direzione di Guy Cogeval, Parigi, 1997.
- Alexandra Charvier, L'Académie Ranson, creuset des individualités artistiques, 1919-1955, Memoria, Università "Paris I", Panthéon-Sorbonne, Parigi, 2003.

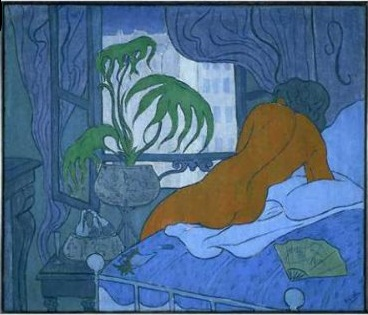
Paul Ranson Ragazza col ventaglio